# Bruna Marquezine
Bruna Reis Maia (Duque de Caxias, 4 de agosto de 1995), mais conhecida como Bruna Marquezine, é uma atriz e modelo brasileira. Ficou conhecida, ainda criança, ao interpretar a personagem Salete, na telenovela Mulheres Apaixonadas, quando tinha 7 anos de idade. 
Desde então, vem somando diversos papéis na teledramaturgia, no cinema nacional e internacional. Ao longo de sua carreira, Marquezine recebeu prêmios como: Troféu Imprensa, Prêmio Contigo! de TV, Prêmio Jovem Brasileiro, entre outros. Em 2023, interpretou a personagem Jenny Kord, no filme Blue Beetle, da DC Comics.
Sua série no Disney+, chamada de Amor da Minha Vida, estreia em 22 de novembro de 2024. Por causa de "cenas quentes", como destaca a sinopse oficial, a comédia romântica recebeu o selo +18 na classificação indicativa.

## Biografia
Bruna nasceu em 4 de agosto de 1995, em Duque de Caxias, na Baixada Fluminense, onde viveu até os 13 anos, quando mudou com seus pais, Neide e Telmo Maia, e sua irmã mais nova, Luana Maia, para a Barra da Tijuca, Rio de Janeiro. Seu nome de batismo é Bruna Reis Maia, tendo adotado o sobrenome Marquezine, como homenagem à avó, de ascendência italiana.

## Carreira

### 2000–11: Infância e adolescência

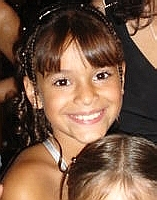
Marquezine em 2005.

Bruna iniciou sua carreira na televisão em 2000 como uma das crianças entrevistadoras do programa infantil Gente Inocente. Porém, seu primeiro trabalho foi em um comercial da Polícia Militar de São Paulo que falava sobre prevenção ao suicídio, quando ela tinha cinco anos de idade. Esse comercial chegou a Manoel Carlos e Ricardo Waddington, que posteriormente convidaram-na a fazer Mulheres Apaixonadas, de Manoel Carlos, onde Bruna interpretou a personagem Salete. No mesmo ano, participou do filme Xuxa Abracadabra, como a personagem Maria.
Em 2005, integrou o elenco da telenovela América interpretando a personagem deficiente visual Maria Flor. A autora da trama Gloria Perez, o ator Marcos Frota, e Bruna, foram homenageados com a Medalha Tiradentes. A condecoração foi oferecida aos três pela abordagem dos problemas enfrentados pelos deficientes visuais na telenovela. A atriz também atuou em Cobras & Lagartos, em 2006, interpretando a personagem Lurdinha e Desejo Proibido, em 2007, interpretando Maria Augusta.
Em 2008, interpretou a lutadora de artes marciais Flor de Lys em Negócio da China. Em 2010, participou da telenovela Araguaia, como a órfã Terezinha, Em 2011 integrou o elenco de Aquele Beijo interpretando Belezinha, uma rainha de beleza.

### 2012–18: Personagens adultos
A primeira vez que me dei conta que era mulher e estava sendo objetificada foi quando estava vivendo a Lurdinha. [Várias atrizes] tiveram a sensibilidade de me ver frágil e estender a mão.

— Bruna sobre ter sido objetificada em seu primeiro papel adulto em Salve Jorge (2012).
Em 2012 interpretou a personagem Lurdinha na trama das 21h Salve Jorge. Segundo a atriz, nesta mesma época considerou desistir da carreira por conta da objetificação sexual do seu corpo. O que a ajudou a mudar de ideia foi a rede de apoio que encontrou  de outras atrizes da TV Globo, como Cássia Kiss e Vanessa Gerbelli.

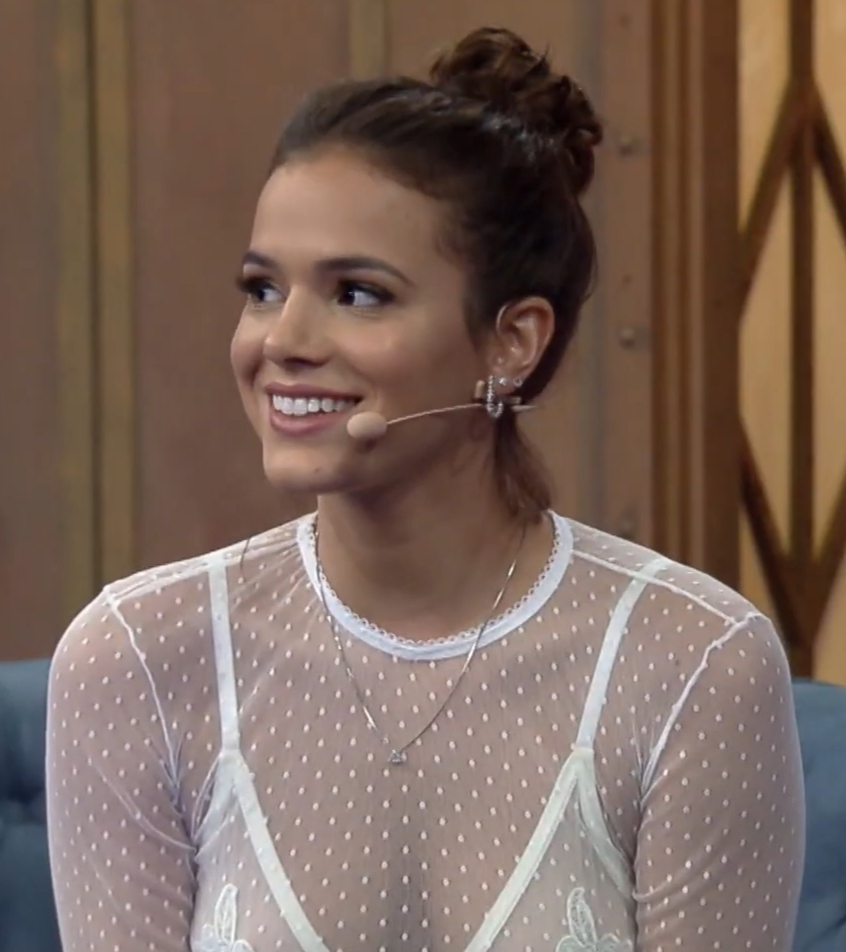
Marquezine em entrevista, 2018.

Em 2014, foi convidada pelo autor Manoel Carlos para viver a personagem Helena, na segunda fase da novela Em Família. Na terceira e principal fase da novela, interpretou Luiza, filha da protagonista Helena (agora vivida por Júlia Lemmertz). No mesmo ano, foi anunciada no elenco de I Love Paraisópolis, na qual inicialmente deveria interpretar uma moradora "antenada"  de Paraisópolis, porém posteriormente a direção da TV Globo optou trocar o papel de Marquezine com o de Tatá Werneck, tornando Bruna a protagonista da trama.
Em 2016, viveu a dançarina e aspirante à atriz Beatriz dos Santos na série Nada Será Como Antes na qual fez suas primeiras cenas de nudez na televisão. À época, a Marquezine classificou a personagem como “o papel mais desafiador de sua carreira”. Já em 2018, esteve no elenco da novela das sete Deus Salve o Rei, trama com temática medieval onde ela viveu sua primeira vilã, a personagem Catarina de Lurton , para a qual precisou emagrecer cinco quilos. A atuação de Bruna nessa novela foi criticada pelo público, mas, apesar disso, ela considerou Catarina como uma das personagens mais gratificantes de sua carreira. Em setembro do mesmo ano, Marquezine participou do desfile da grife Dolce & Gabbana, na Semana da Moda de Milão.

### 2019–presente: Projetos internacionais
Em 2019 estreou no cinema em Vou Nadar até Você, filme de Klaus Mitteldorf, que foi exibido no 47° Festival de Cinema de Gramado, ode ela deu vida à personagem Ophelia. Em pausa na televisão, passou a se tornar frequentadora assídua de desfiles de moda, como New York Fashion Week, Semana da Moda de Milão e Paris Fashion Week.

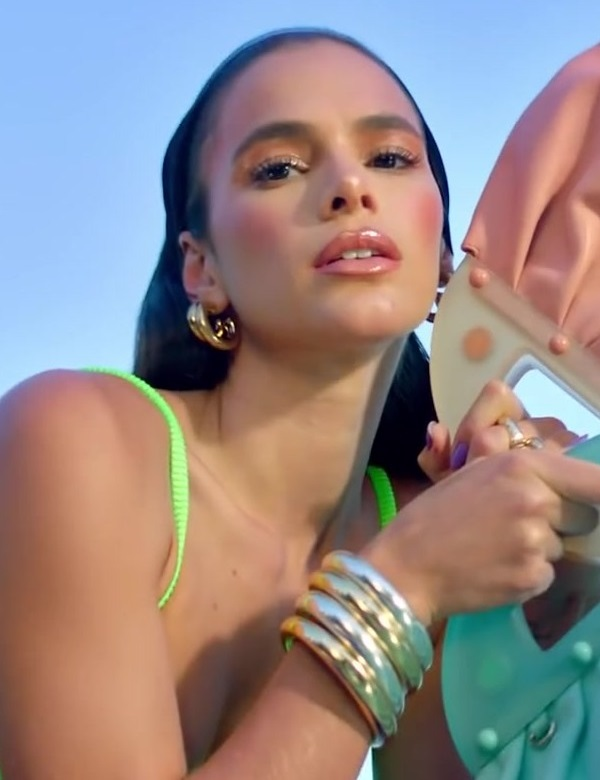
Marquezine em 2021.

Em janeiro de 2020, Bruna encerrou seu contrato com a TV Globo. Depois disso, gravou uma participação na série Conquest para a Netflix. Em setembro, apresentou o MTV Miaw e pouco depois anunciou um canal no YouTube, para dividir os bastidores de seus projetos. Em novembro de 2020, Marquezine interpretou a personagem  Liz na série Maldivas da Netflix.
Em março de 2022, foi anunciada como a personagem Jenny, no filme da DC Comics, Blue Beetle. Em abril de 2023, Marquezine assinou com a UTA (United Talent Agency), uma agência de talentos norte-americana. Logo após, filmou Amor da Minha Vida, série produzida pela Star+, com previsão de estreia para 2024 no streaming, em que interpretará a protagonista Bia. No mesmo ano inicio as gravações do filme Velhos Bandidos, ao lado de nomes com Fernanda Montenegro e Lazáro Ramos.
Em março de 2025, Marquezine apareceu de forma surpresa a convite da Academia de Artes e Ciências Cinematográficas no tapete vermelho Oscars 2025

## Filantropia
Eu conheci a IKMR quando fui convidada pela Viviane Reis, que é a fundadora da ONG, para uma apresentação do Coral Jolie, composto por crianças refugiadas. Nesse evento, pude conhecer a causa e fiquei muito tocada com tudo que vivenciei ali. Desde então, comecei a me interessar mais pelo assunto, mantive contato e queria ir a campo conhecer de perto aquela realidade e entender como poderia ajudar.

—Bruna Marquezine sobre a ONG IKMR destinada às crianças refugiadas.
Em 2016, Bruna Marquezine conheceu a Eu Conheço Meus Direitos/I Know My Rigths (IKMR), ONG que atua no Brasil desde 2012 dedicada a crianças refugiadas, e passou a representar a organização no país, como embaixadora. Bruna passou duas semanas no Oriente Médio conhecendo a realidade dos refugiados sírios, e prestando apoio à instituição que patrocina e a Agência da ONU para Refugiados (ACNUR). Desde então, a artista pede doações de seus fãs para ajudar esse público, doou para um fundo financeiro voltado para trazer crianças refugiadas para o Brasil e sempre os visita, além de promover eventos beneficentes para arrecadar fundos para a instituição.

## Imagem pública

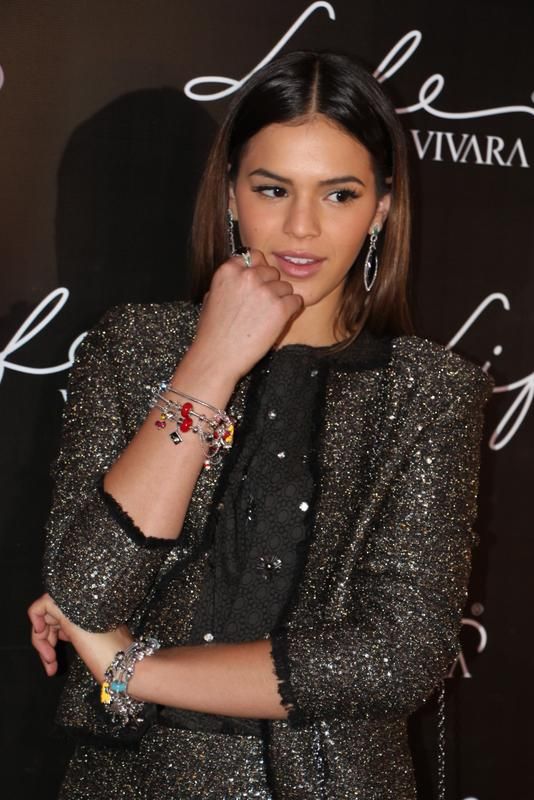
Bruna Marquezine (2014)

Em 2014, foi eleita “a mulher mais sexy do mundo” em uma votação popular feita pela revista VIP. Em 2016, a atriz foi incluída na lista "Under 30" da revista Forbes, que reuniu profissionais que foram destaque em suas áreas de atuação no Brasil no ano anterior, como uma das mais promissoras personalidades com menos de 30 anos, e pontuou a sua contribuição telesiva, com os trabalhos realizados ao longo da carreira. Em 2022, figurou na lista das mulheres de maior impacto da América Latina, pela empresa norte-americana de tecnologia e dados Bloomberg, em que se destacou entre 50 nomes, na categoria Entretenimento.
Em 2018, Bruna foi alvo de críticas em comentários de suas redes sociais, por perfis que afirmavam que a atriz estava magra demais. Com a repercussão, em volta de seu corpo e saúde física, a atriz desabafou, por meio de stories, em seu perfil do Instagram e revelou, ao longo de uma série de vídeos, que já sofreu com depressão e distúrbio de imagem corporal, por inúmeras pressões estéticas opinadas por outras pessoas. Além disso, Marquezine falou que buscou ajuda profissional, com o apoio da família e que chegou a descobrir uma disfunção na tireoide, mas que já estava resolvida.
| “ | Eu acreditei na opinião alheia. E comecei a detestar meu corpo. Achava que tinha que emagrecer de qualquer jeito. Tomava laxante todos os dias por mais de três meses. Junto com tudo isso, tive depressão, não só por isso, mas principalmente por esses motivos, muitas questões de autoestima por não me aceitar, não me achar bonita suficiente, consequentemente não me achava boa para nada. | ” |

Após o fim da novela Em Família, surgiram muitas especulações, de que Marquezine teria feito o procedimento de rinoplastia nasal, que foi confirmada em um comentário nas redes sociais: "Nunca neguei, só disse que não achava relevante falar do assunto na época (ficou mara mesmo)", sendo esse o único pronunciamento público feito pela atriz.
Em 2020, informou que estava em transição capilar, processo em que se deixa de usar produtos químicos para alisar ou modificar a estrutura natural de seu cabelo e permite que ele cresça naturalmente em sua forma original.

### Publicidade

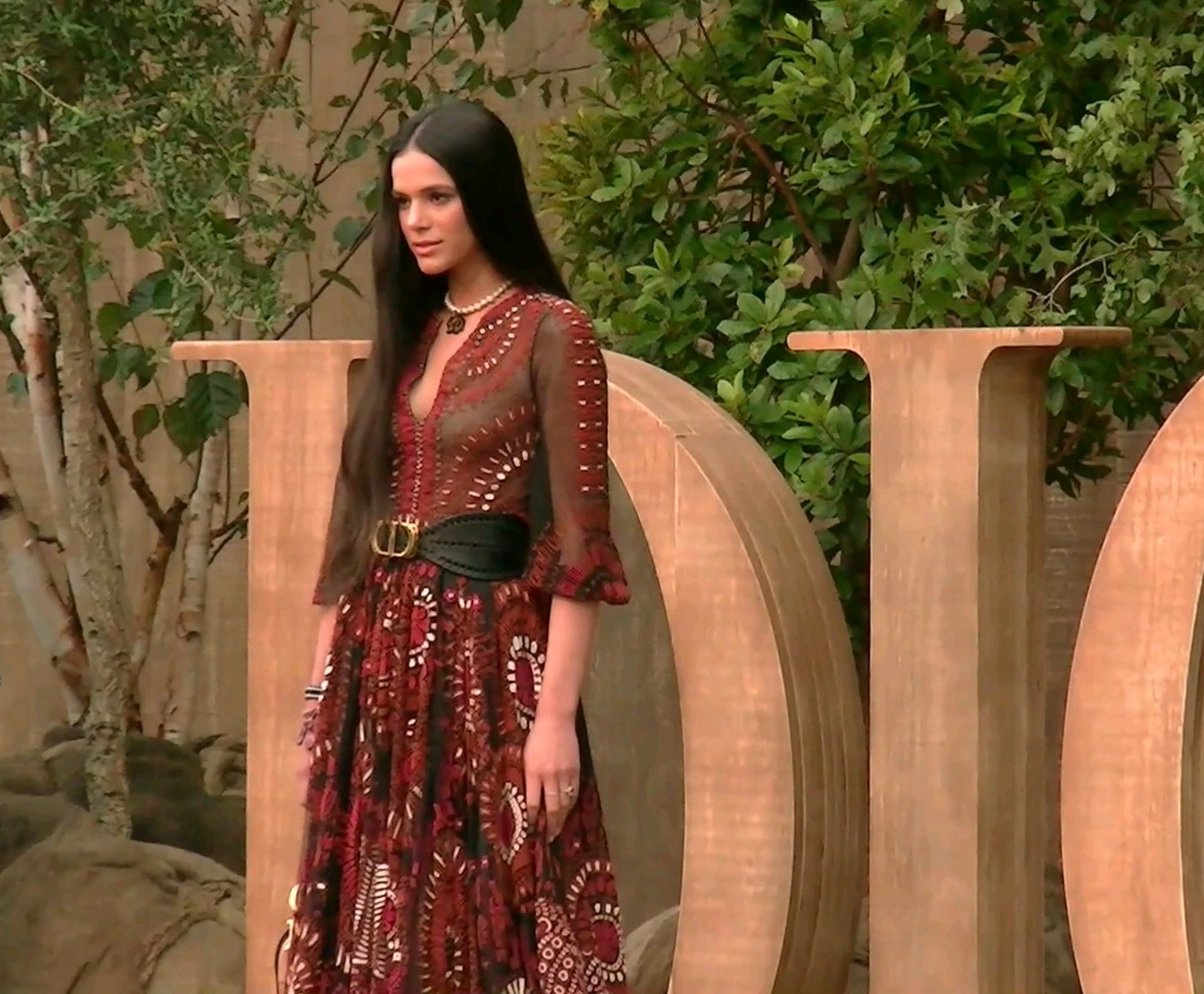
Marquezine em um evento da marca Dior, em 2019.

Em 2015, se tornou embaixadora oficial da linha de produtos Piracanjuba Zero Lactose, da empresa Piracanjuba, tendo a atriz intolerância à lactose, chegando a estrelar comerciais da marca, inclusive ao lado da apresentadora Sabrina Sato. Em 2018, se tornou embaixadora da marca Head & Shoulders, participando de eventos e campanhas publicitárias de produtos capilares, como garota-propaganda. Após sua saída da TV Globo, Bruna fez trabalhos publicitários para as grifes Miu Miu, Puma e Karl Lagerfeld e da joalheria H. Stern.
Em 2019, foi escolhida como embaixadora da marca de lingerie Intimissimi. Em 2021, cantou e gravou para o videoclipe da música "Denim Dream", uma campanha outono/inverno da grife Colcci. Ainda em 2021, assinou uma coleção de roupas da C&A, ao lado da amiga e estilista Sasha Meneghel, com peças inspiradas no estilo de ambas.
Em 2022, estrelou uma campanha da linha BriZZa, lançada pela Arezzo, juntamente com a cantora Anitta, para uma ação de divulgação do lançamento de alto verão 2023 de chinelos e sandálias da marca, que já havia convidado a atriz para o projeto, quando trocou o próprio nome, no Instagram, para “Bruna Marquezzine”, repetindo o ‘z’ e estrelou publicidades da rede de moda em 2020 e 2021.
Em maio de 2023, Bruna se tornou embaixadora da joalheria Tiffany & Co., sendo uma de suas representantes comerciais desde 2022. Depois disso, Marquezine foi estrela de uma campanha global da vodka Absolut, repetindo a parceria realizada em 2021, no comercial brasileiro da bebida, da qual é embaixadora. Nesse mesmo ano, se tornou embaixadora do Banco PAN, recebendo um cachê de R$ 5 milhões para representar a empresa comercialmente.
Em 2024, foi nomeada pela marca YSL Beauty como embaixadora de maquiagem nos Estados Unidos. Em fevereiro, durante o Carnaval de Salvador, foi propagandeada como embaixadora do refrigerante Guaraná Antarctica. No mesmo ano, foi anunciada pela marca Carolina Herrera como um dos seus novos embaixadores internacionais, junto com o cantor porto-riquenho Rauw Alejandro, em celebração aos 10 anos do perfume 212 VIP Rosé, sendo os garotos-propaganda do lançamento de sua nova versão, o 212 VIP Rosé Elixir.

## Vida pessoal
Bruna Marquezine é ativa em suas redes sociais, onde compartilha detalhes de sua vida pessoal, incluindo sua rotina de exercícios físicos, como luta, musculação e aeróbicos. Além disso, em seu perfil no Twitter, revelou ser torcedora do Flamengo, manifestando seu apoio em diversas publicações e mantendo uma amizade com o jogador Pedro, do time carioca.
A atriz também demonstrou interesse pelo reality show Big Brother Brasil, mencionando-o várias vezes em suas postagens no Twitter, especialmente durante a vigésima edição, na qual torcia entusiasticamente por sua amiga pessoal Manu Gavassi. Esse apoio gerou grande mobilização na internet na época.
Além de sua amizade com Pedro e Manu Gavassi, Bruna Marquezine mantém laços estreitos com outras personalidades do mundo das celebridades, incluindo Sasha Meneghel, filha da cantora e apresentadora Xuxa, e a atriz e apresentadora Tatá Werneck.
Após resolverem desafetos passados, Marquezine também tem em seu ciclo de amizades a cantora Anitta, que revelou dividir aluguel de uma casa em Los Angeles com Bruna, em 2023, e recebeu o prêmio Power of Women, após um discurso da atriz, em uma premiação promovida pela revista Variety, em 2024, na cidade de Nova Iorque.

### Relacionamentos
O relacionamento mais célebre e midiático de Bruna Marquezine foi com o jogador de futebol Neymar Jr., com quem teve um namoro marcado por idas e vindas ao longo de seis anos, entre 2013 e 2018. Em 2022, durante uma entrevista para Giovanna Ewbank e Fernanda Paes Leme no podcast "Quem Pode, Pod", Bruna revelou que enfrentavam muitas intrigas e que era difícil manter uma imagem de casal perfeito, devido aos frequentes términos e reconciliações mensais, deixando-a emocionalmente afetada após o fim do relacionamento. Em 2023, uma entrevista de Bruna para o talk show De Frente com Blogueirinha viralizou e se tornou um meme, quando a Blogueirinha questionou Bruna sobre um "livramento" e ela caiu na risada, levando os espectadores a lembrarem de Neymar.
Durante o período de separação de Neymar em 2015, Bruna namorou o ator Maurício Destri, com quem interpretava um casal na novela I Love Paraisópolis, mas o relacionamento chegou ao fim no mesmo ano. Entre os anos de 2020 e 2021, Bruna namorou Enzo Celulari, filho dos atores Cláudia Raia e Edson Celulari. Em 2024, começou a namorar o ator João Guilherme, filho do cantor Leonardo., mas o relacionamento terminou no início de fevereiro de 2025 

## Filmografia

### Televisão
| Ano  | Título                   | Personagem                                | Nota                                          |
| ---- | ------------------------ | ----------------------------------------- | --------------------------------------------- |
| 2000 | Gente Inocente           | Entrevistadora                            | Quadro: Tá no Papo                            |
| 2002 | Sítio do Picapau Amarelo | Anjinha Florinda                          | Episódio: "As Caçadas do Barão de Munchausen" |
| 2003 | Mulheres Apaixonadas     | Salete Machado                            |                                               |
| 2003 | Siga Aquela Estrela      | Bruninha                                  | Especial de fim de ano                        |
| 2004 | Sítio do Picapau Amarelo | Jajale / Marina                           | Episódio: "A Menina da Selva"                 |
| 2004 | A Diarista               | Bruninha                                  | Episódio: "Quem vai Ficar com a Marinete?"    |
| 2005 | América                  | Maria Flor                                |                                               |
| 2006 | Cobras & Lagartos        | Lurdes Padilha (Lurdinha)                 |                                               |
| 2007 | Amazônia                 | Andressa de Sousa Pinheiro                |                                               |
| 2007 | Carga Pesada             | Aline                                     | Episódio: "Marcas Profundas"                  |
| 2007 | Desejo Proibido          | Maria Augusta Mendonça (Magú)             |                                               |
| 2008 | Negócio da China         | Flor de Lys Silvestre                     |                                               |
| 2010 | Araguaia                 | Terezinha de Jesus                        |                                               |
| 2011 | Aquele Beijo             | Beleza Maria Falcão (Belezinha)           |                                               |
| 2012 | Salve Jorge              | Lurdes Maria de Sousa Mendonça (Lurdinha) |                                               |
| 2013 | Dança dos Famosos        | Participante (2º Lugar)                   | Temporada 10                                  |
| 2014 | Em Família               | Helena Fernandes Luiza Fernandes Machado  |                                               |
| 2015 | I Love Paraisópolis      | Marizete da Silva Antunes (Mari)          |                                               |
| 2016 | Nada Será Como Antes     | Beatriz dos Santos                        |                                               |
| 2018 | Deus Salve o Rei         | Catarina de Lurton, Princesa de Artena    |                                               |
| 2022 | Maldivas                 | Liz Lobato                                |                                               |
| 2024 | Amor da Minha Vida       | Bianca Martins (Bia)                      |                                               |
| 2026 | Véspera                  | Veneza                                    |                                               |

### Cinema
| Ano  | Título                                   | Personagem     | Nota            |
| ---- | ---------------------------------------- | -------------- | --------------- |
| 2003 | Xuxa Abracadabra                         | Maria          |                 |
| 2004 | Xuxa e o Tesouro da Cidade Perdida       | Manhã          |                 |
| 2005 | Mais Uma Vez Amor                        | Mariana (Mari) |                 |
| 2009 | O Mistério de Feiurinha                  | Belezinha      |                 |
| 2009 | Flordelis - basta uma palavra para mudar | Rayane         |                 |
| 2015 | Breaking Through                         | Roseli         |                 |
| 2019 | Vou Nadar até Você                       | Ophelia        |                 |
| 2023 | Besouro Azul                             | Jenny Kord     | Também dublagem |
| 2025 | Velhos Bandidos                          | Nancy          |                 |

### Vídeos musicais
| Ano  | Título                           | Artista       |
| ---- | -------------------------------- | ------------- |
| 2002 | Xuxa Só Para Baixinhos 3         | Xuxa Meneghel |
| 2004 | Xuxa Só Para Baixinhos 5 - Circo | Xuxa Meneghel |
| 2015 | “Amei Te Ver”                    | Tiago Iorc    |

## Teatro
| Ano  | Título    |
| ---- | --------- |
| 2003 | Cosquinha |

## Prêmios e indicações
| Ano  | Prêmio                           | Categoria                             | Trabalho indicado              | Resultado |
| ---- | -------------------------------- | ------------------------------------- | ------------------------------ | --------- |
| 2003 | Prêmio Qualidade Brasil - RJ     | Atriz Revelação                       | Mulheres Apaixonadas           | Venceu    |
| 2003 | Melhores do Ano                  | Melhor Ator ou Atriz Mirim            | Mulheres Apaixonadas           | Venceu    |
| 2003 | Troféu Leão de Ouro              | Atriz Revelação                       | Mulheres Apaixonadas           | Venceu    |
| 2003 | Troféu Imprensa                  | Revelação do Ano                      | Mulheres Apaixonadas           | Venceu    |
| 2004 | Prêmio Contigo! de TV            | Melhor Atriz Infantil                 | Mulheres Apaixonadas           | Venceu    |
| 2005 | Melhores do Ano                  | Atriz Mirim                           | América                        | Venceu    |
| 2005 | Prêmio ABL                       | Atriz Mirim                           | América                        | Venceu    |
| 2005 | Prêmio Extra de Televisão        | Atriz Mirim                           | América                        | Venceu    |
| 2005 | Medalha Tiradentes               | Atriz Mirim                           | América                        | Venceu    |
| 2008 | Melhores do Ano                  | Melhor Ator ou Atriz Mirim            | Negócio da China               | Venceu    |
| 2012 | Prêmio Contigo! de TV            | Atriz Coadjuvante                     | Aquele Beijo                   | Indicada  |
| 2012 | Capricho Awards                  | Melhor Atriz Nacional                 | Aquele Beijo                   | Indicada  |
| 2013 | Prêmio Extra de Televisão        | Ídolo Teen                            | Salve Jorge                    | Indicada  |
| 2013 | Capricho Awards                  | Melhor Casal Real                     | Bruna e Neymar                 | Indicada  |
| 2013 | Meus Prêmios Nick                | Gata do Ano                           | Bruna Marquezine               | Indicada  |
| 2014 | Capricho Awards                  | A Separação mais chocante             | Bruna e Neymar                 | Indicada  |
| 2014 | Capricho Awards                  | Rainha da Selfie no Instagram         | Bruna Marquezine               | Indicada  |
| 2014 | Capricho Awards                  | Mais Estilosa                         | Bruna Marquezine               | Venceu    |
| 2014 | Capricho Awards                  | Melhor Atriz Nacional                 | Em Família                     | Indicada  |
| 2014 | Prêmio Extra de Televisão        | Melhor Atriz                          | Em Família                     | Indicada  |
| 2014 | Prêmio Contigo! de TV            | Melhor Atriz                          | Em Família                     | Indicada  |
| 2014 | Meus Prêmios Nick                | Atriz Favorita                        | Em Família                     | Indicada  |
| 2014 | Meus Prêmios Nick                | Gata do Ano                           | Bruna Marquezine               | Venceu    |
| 2015 | Capricho Awards                  | Melhor Snapchat                       | Bruna Marquezine               | Venceu    |
| 2015 | Capricho Awards                  | Mais Estilosa                         | Bruna Marquezine               | Indicada  |
| 2015 | Capricho Awards                  | Melhor Atriz Nacional                 | I Love Paraisópolis            | Indicada  |
| 2015 | Capricho Awards                  | Troféu Pegação (com Maurício Destri)  | I Love Paraisópolis            | Indicada  |
| 2015 | Prêmio Jovem Brasileiro          | Melhor Atriz                          | I Love Paraisópolis            | Indicada  |
| 2016 | Prêmio Geração Glamour           | Atriz                                 | Nada Será Como Antes           | Venceu    |
| 2016 | Prêmio F5                        | Atriz do Ano                          | Nada Será Como Antes           | Indicada  |
| 2016 | Capricho Awards                  | Melhor Atriz Nacional                 | Nada Será Como Antes           | Indicada  |
| 2016 | Capricho Awards                  | Bafo do Ano                           | Neymar e Bruna nas Olímpiadas  | Indicada  |
| 2016 | Capricho Awards                  | Mais Estilosa - Nacional              | Bruna Marquezine               | Indicada  |
| 2016 | Prêmio Jovem Brasileiro          | Melhor Instagram                      | Bruna Marquezine               | Indicada  |
| 2017 | Meus Prêmios Nick                | Instagram Brasileiro Favorito         | Bruna Marquezine               | Indicada  |
| 2017 | Meus Prêmios Nick                | Gata Trendy                           | Bruna Marquezine               | Indicada  |
| 2017 | Prêmio Jovem Brasileiro          | Melhor Atriz Jovem                    | Bruna Marquezine               | Indicada  |
| 2017 | Capricho Awards                  | Crush Nacional                        | Bruna Marquezine               | Indicada  |
| 2017 | Capricho Awards                  | Fashionista Nacional                  | Bruna Marquezine               | Indicada  |
| 2017 | Capricho Awards                  | Artista Nacional                      | Bruna Marquezine               | Venceu    |
| 2017 | Capricho Awards                  | Melhor Casal Real                     | Bruna e Neymar                 | Venceu    |
| 2018 | Meus Prêmios Nick                | Ship do Ano                           | Bruna e Neymar                 | Indicada  |
| 2018 | Meus Prêmios Nick                | Gata Trendy                           | Bruna Marquezine               | Indicada  |
| 2018 | MTV Millennial Awards            | Instagram BR                          | Bruna Marquezine               | Indicada  |
| 2018 | Prêmio Men of the Year Portugal  | It Girl                               | Bruna Marquezine               | Venceu    |
| 2018 | Prêmio Área VIP                  | VIP do Ano                            | Bruna Marquezine               | Venceu    |
| 2018 | Prêmio Jovem Brasileiro          | Melhor Atriz                          | Deus Salve o Rei               | Indicada  |
| 2018 | Prêmio Contigo! Online           | Melhor Atriz                          | Deus Salve o Rei               | Indicada  |
| 2019 | Prêmio Jovem Brasileiro          | Melhor Atriz                          | Deus Salve o Rei               | Indicada  |
| 2019 | Prêmio Jovem Brasileiro          | Melhor Instagram                      | Bruna Marquezine               | Indicada  |
| 2019 | MTV Millennial Awards            | Arrasa no Style                       | Bruna Marquezine               | Indicada  |
| 2019 | MTV Millennial Awards            | Ícone MIAW                            | Bruna Marquezine               | Venceu    |
| 2019 | Prêmio Área VIP                  | VIP do Ano                            | Bruna Marquezine               | Indicada  |
| 2020 | Meus Prêmios Nick                | Inspiração do Ano                     | Bruna Marquezine               | Indicada  |
| 2020 | Prêmio F5                        | Mulher Mais Sexy                      | Bruna Marquezine               | Indicada  |
| 2020 | Capricho Awards                  | Melhores Amigas                       | Bruna e Manu Gavassi           | Indicada  |
| 2020 | Prêmio TodaTeen                  | Amizade do Ano                        | Bruna e Manu Gavassi           | Indicada  |
| 2020 | Prêmio TodaTeen                  | Amizade do Ano                        | Bruna e Sasha Meneghel         | Indicada  |
| 2021 | Festival Sesc de Melhores Filmes | Melhor Atriz Nacional                 | Vou Nadar Até Você             | Indicada  |
| 2021 | Prêmio iBest                     | Influenciador do Ano - Rio de Janeiro | Bruna Marquezine               | Indicada  |
| 2021 | Prêmio iBest                     | Instagrammer do Ano                   | Perfil da artista no Instagram | Indicada  |
| 2021 | Meus Prêmios Nick                | Instapet                              | Mia                            | Indicada  |
| 2021 | MTV Millennial Awards            | Style do ano                          | Bruna Marquezine               | Indicada  |
| 2022 | SEC Awards                       | Destaque em Rede Social               | Bruna Marquezine               | Indicada  |
| 2022 | BreakTudo Awards                 | Crush Nacional                        | Bruna Marquezine               | Indicada  |
| 2022 | BreakTudo Awards                 | Melhor Atriz Nacional                 | Maldivas                       | Indicada  |
| 2022 | Prêmio Contigo!                  | Atriz de série                        | Maldivas                       | Indicada  |
| 2023 | Acervo Awards                    | Ícone Fashion                         | Bruna Marquezine               | Indicada  |
| 2023 | Acervo Awards                    | Atriz do Ano                          | Besouro Azul                   | Indicada  |
| 2023 | Acervo Awards                    | Destaque Nacional                     | Besouro Azul                   | Indicada  |
| 2023 | Prêmio Geração Glamour           | Mulher do Ano                         | Besouro Azul                   | Venceu    |
| 2024 | BreakTudo Awards                 | Melhor Atriz Nacional                 | Besouro Azul                   | Pendente  |
| 2024 | Prêmio F5                        | Melhor Atuação em Série ou Minissérie | Amor da Minha Vida             | Pendente  |
| 2024 | Prêmio F5                        | Ícone Fashion                         | Bruna Marquezine               | Pendente  |
| 2024 | Prêmio F5                        |                                       |                                |           |